# Tamopsis occidentalis
Tamopsis occidentalis là một loài nhện trong họ Hersiliidae. T. occidentalis được miêu tả năm 1987 bởi Martin Baehr & Barbara Baehr.